# Siepen (Marienheide)
Siepen ist eine Ortschaft in Marienheide im Oberbergischen Kreis im Regierungsbezirk Köln in Nordrhein-Westfalen (Deutschland).

## Lage und Beschreibung
Das Örtchen befindet sich am Südrand der Gemeinde, etwa 5,5 km vom Zentrum des Hauptortes entfernt. Siepen liegt nördlich des Gummersbacher Ortsteils Niedernhagen an der Kreisstraße 46, welche die Bundesstraße 256 (zum Gemeindehauptort Marienheide) mit der Landstraße 323 (Gummersbach – Meinerzhagen) verbindet, und am Sieper Bach, einem Zufluss zur Becke.

## Geschichte

### Erstnennung
Um das Jahr 1535 wurde der Ort das erste Mal urkundlich erwähnt und zwar als „Das frauwen Guidt im Sipen“ in einer Steuerliste.
Die Schreibweise der Erstnennung war Sipen.
Der Name der Ortschaft wurde wahrscheinlich von einer Flurbezeichnung übertragen, welche im Bergischen eine feuchte Niederung beschreibt (etymologisch verwandt mit „Sieb“).

## Freizeit

### Wander- und Radwege
Der Rundwanderweg A1 mit Ausgangspunkt Obernhagen verläuft unmittelbar an dem Ort vorbei.

## Bus- und Bahnverbindungen

### Linienbus 318
Haltestelle: Niedernhagen